# Сімелуе (регентство)
Регентство Сімелуе (індонез. Kabupaten Simeulue) — регентство в спеціальному регіоні Ачех в Індонезії. Займає весь острів Сімелуе (Pulau Simeulue), 150 км від західного узбережжя Суматри, площею 1 838,09 км2. За переписом 2010 року його населення становило 80 674 особи, за переписом 2020 року — 92 865 осіб офіційна оцінка на середину 2021 року становила 93 762.
Завдяки ізольованому географічному розташуванню та мовній відмінності від материкового Ачеха, Сімелуе не постраждав від конфліктів у материковому Ачеху між урядом Індонезії та Рухом за вільний Ачех (GAM). На острові не було великої активності GAM.

## Демографія
Жителі Сімелуе схожі на жителів сусіднього острова Ніас, вони розмовляють трьома мовами (Деваян, Сігулай і Левкон), які значно відрізняються від мов материкового Ачеха. Переважна більшість (99,7% у 2020 році) жителів Сімелуе є мусульманами.

## Землетруси
Сімелуе було близько до епіцентру землетрусу магнітудою 9,3, який стався 26 грудня 2004 року, але кількість людських жертв була напрочуд низькою, головним чином через те, що люди знайомі з землетрусами та цунамі в цьому сейсмічно активному регіоні, тому знали, що після землетрусу потрібно залишити узбережжя. У 1907 році Сімелуе стався потужний землетрус і цунамі, внаслідок чого загинуло багато його жителів. Багато хто загинув, коли вони кинулися на пляж, побачивши, як вода спадає, оголюючи корали та рибу. Вони пішли збирати рибу, не підозрюючи, що вода повернеться. Ті, хто вижив, розповіли своїм дітям історію про семонг 1907 року, місцеве слово, що означає цунамі. Значною мірою завдяки цій усній історії багато жителів Сімелуе кажуть, що вони знали, що робити, коли 26 грудня 2004 року стався землетрус і цунамі. У рибальському селі Карія Вхапі на північно-західному березі Сімелуе 26 грудня 2004 року цунамі було приблизно 2 метри у висоту, коли воно пройшло через село, повністю знищивши всі будівлі.
28 березня 2005 року магнітуда 8,7 застрягла з епіцентром біля південного краю острова Сімелуе. Під час землетрусу Сімелуе піднявся щонайменше на шість футів над західним узбережжям; це залишило пласку вершину його коралових рифів над рівнем припливу, залишивши його сухим і мертвим. На східному узбережжі земля була затоплена, морська вода затопила поля та поселення.  У селі Карія Вхапі цунамі 28 березня 2005 року було меншим, ніж грудневе цунамі, і не завдало шкоди селу; однак він перевершив пляжну берму висотою 3,2 м. У Сінабангу землетрус 28 березня 2005 року та подальша пожежа знищили від 50 до 60 відсотків центральної частини міста та значно пошкодили порт. У Сінабангу підйом був меншим, ніж далі на північ, і становив лише 40 сантиметрів.
20 лютого 2008 року о 15:08 за місцевим часом у Сімелуе стався землетрус магнітудою 7,4.
11 квітня 2012 року о 16:38 за місцевим часом у Сімелуе стався землетрус магнітудою 8,6 . 

## Адміністративний поділ

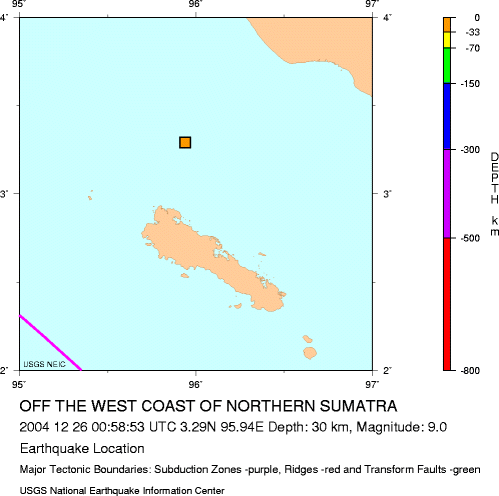
Карта, на якій зображено північно-західне узбережжя Суматри та Сімелуе, а між ними вказано епіцентр землетрусу в Індійському океані 2004 року.

Сімелуе колись був частиною регентства Західний Ачех, але був відокремлений у 1999 році з надією, що розвиток регіону покращиться. Місцезнаходження регентства — Сінабанг.
У 2010 році регентство було розділено на вісім округів (кечаматан), але в 2012 році було створено два додаткові округи. Усі вони перераховані нижче з їхніми територіями та населенням за даними перепису 2010 та 2020 років разом із офіційними оцінками станом на середину 2021 року. Таблиця також містить розташування адміністративних центрів районів, кількість сіл (сільська деса та міський келурахан ) і кількість офшорних островів (з яких лише два населені) у кожному районі та його поштовий індекс.
| Ім'я                                | Область в км 2 | Населення перепис 2010 | Населення перепис 2020 | Населення кошторисник середина 2021 | Адмін центр    | Кількість сіл | Кількість офшорів острова | Індекс |
| ----------------------------------- | -------------- | ---------------------- | ---------------------- | ----------------------------------- | -------------- | ------------- | ------------------------- | ------ |
| Теупа Селатан (Південна Теупа)      | 222,24         | 8,422                  | 9 030                  | 9,054                               | Лабухан Баджау | 19            | 33                        | 23898  |
| Симеулуе Тимур (Східне Симеулуе)    | 175,97         | 28,931                 | 27,569                 | 27 925                              | Сінабанг       | 17            | 46 (а)                    | 23891  |
| Теупах Барат (Західна Теупа)        | 146,73         | 7,269                  | 8,011                  | 8,054                               | Salur          | 18            | 5 (b)                     | 23897  |
| Теупа Тенга (Центральна Теупа)      | 83,69          | (c)                    | 6,593                  | 6,649                               | Ласікін        | 12            | 2                         | 23899  |
| Симеулу Тенга (Центральне Симеулуе) | 112,48         | 9,010                  | 7,312                  | 7,409                               | Kampung Aie    | 16            | 0                         | 23894  |
| Телук Далам (Бей Далам)             | 224,68         | 4,914                  | 5,459                  | 5,492                               | Саларе-е       | 10            | 24                        | 23890  |
| Симеулуе Кат                        | 35.40          | (d)                    | 3,382                  | 3420                                | Кута-Паданг    | 8             | 1                         | 23895  |
| Саланг                              | 198,96         | 7,625                  | 8,818                  | 8,907                               | Насреухе       | 16            | 1                         | 23896  |
| Симеулуе Барат (Західний Симеулуе)  | 446,07         | 10 024                 | 11,763                 | 11 898                              | Сибіго         | 14            | 23                        | 23892  |
| Алафан                              | 191,87         | 4479                   | 4,928                  | 4,954                               | Лангі          | 8             | 12                        | 23893  |
| Підсумки                            | 1838,09        | 80 674                 | 92,865                 | 93,762                              | Сінабанг       | 138           | 147                       |        |